# Мари-Ан дьо Шатору
Мари-Ан дьо Майи-Несл (на френски: Marie-Anne de Mailly-Nesle), маркиза дьо Ла Турнел, херцогиня дьо Шатору, е фаворитка и метреса на Луи XV.

## Живот
Тя е петата дъщеря на Луи III дьо Майи-Несл, маркиз дьо Несл. По майчина линия е роднина на Мазарини.
През 1734 г. се омъжва за маркиз Луи дьо Ла Турнел. Малко по-късно нейната сестра Луиз Жули дьо Майи-Несл става любовница на Луи XV (1737). Впоследствие Луиз Жули е заменена от по-малката им сестра маркиза дьо Вентимил, която умира през (1741) г. при раждането на сина си Шарл дьо Вентимил, плод на любовта ѝ с краля, когото впрочем Луи XV официално признава за свое дете. След смъртта на маркиза дьо Вентимил, кралят взима за метреса по-малката ѝ сестра Мари-Ан дьо Майи-Несл (декември 1742). Дава ѝ титлата херцогиня дьо Шатору и по нейно искане изгонва от двора най-голямата ѝ сестра Луиз Жули дьо Майи-Несл (1742).
Ставайки фаворитка на краля и подкрепяна от дук дьо Ришельо (племенник на кардинал дьо Ришельо), известно време Мари-Ан е всемогъща в двора и използва влиянието си върху краля, за да въвлече Франция във войната за наследството на Австрия и да го убеди да замине лично на бойното поле във Фландрия и Елзас. Луи XV ѝ разрешава да се присъедини към него във Фландрия през юни 1744 г. През август кралят се разболява тежко в Метц. Това сериозно заболяване, при което лекарите не давали надежда за оцеляване, го кара да преосмисли живота си. Разкаян за изневерите си, кралят изпраща любовницата си в Париж. Въпреки това, след като се възстановява, Луи XV подновява връзката си с Мари-Ан. Той ѝ обещава поста сюринтендантка на дофина, но тя умира внезапно от перитонит. Тази ненадейна смърт се сторила подозрителна на някои съвременници, които се усъмняват в отравяне. Доказателства за това не са намерени.
През 1806 г. са публикувани две томчета с писма, за които се твърди, че са писани от херцогинята, а през 1835 г. Софи Ге издава романа „Херцогиня дьо Шатору“.